# Chamberlain (Dél-Dakota)
Chamberlain település az Amerikai Egyesült Államok Dél-Dakota államában, Brule megyében, melynek megyeszékhelye is. Lakosainak száma 2473 fő (2020. április 1.).

## Népesség
A település népességének változása:

| 2010 | 2 387 |
| 2020 | 2 473 |